# Jason Smith
Jason Victor Smith (Greeley, Colorado, 2 de marzo de 1986) es un exjugador de baloncesto estadounidense que disputó 11 temporadas en la NBA. Con 2,13 metros de altura, jugaba en la posiciónde ala-pívot.

## Trayectoria deportiva

### Universidad
Smith atendió al instituto Platte Valley High School en Colorado, antes de dar el salto a la universidad Estatal de Colorado, donde estuvo 3 temporadas, desde 2004 hasta 2007.
Debutó con los Rams en la 2004-05 con unos números de 10,5 puntos, 5,8 rebotes y 1,4 tapones en los 26 partidos que jugó, con 11 desde el inicio. Acabó también 5.º en porcentajes de tiros de campo con 55,4. Registró su primer doble-doble ante UNLV con 24 puntos y 11 rebotes.
Como sophomore en la 2005-2006 se ganó la titularidad indiscutible y se convirtió en la estrella del equipo liderando con 16,2 puntos, 7,3 rebotes y 2,1 tapones. Anotó su máximo de la temporada ante New Mexico con 28 puntos, en rebotes fueron 13 ante Denver y en tapones 7 frente a Northern Colorado.
Mejoró notablemente en su última temporada como júnior, firmando promedios de 16,8 puntos (57,9 %), 10,8 rebotes (lideró la MWC) y 1,6 tapones. Registró 18 dobles-dobles y capturó 22 rebotes ante Wyoming. Igualó su récord de 28 puntos de nuevo ante New Mexico. Tanto como de sophomore, como de júnior acabó en el Mejor Quinteto de la  Mountain West Conference.
Acumuló 1281 puntos, 683 rebotes y 149 tapones durante su periplo universitario. Firmó 24 dobles-dobles, el 2.º que más ha logrado en la historia de la Universidad de Colorado State.

### NBA
Fue elegido por Miami Heat en el puesto 20 de 1.ª ronda del draft de la NBA de 2007, pero fue traspasado instantes después a Philadelphia 76ers a cambio de Daequan Cook. 
Tras tres temporadas en Philadelphia, el 23 de septiembre de 2010, fue traspasado, junto a Willie Green, a los New Orleans Hornets a cambio de Darius Songaila y Craig Brackins.
En diciembre de 2011 renueva por tres temporadas con los Hornets.
El 18 de julio de 2014 firma como agente libre por una temporada con New York Knicks. Esa temporada disputó los 82 encuentros de temporada regular, incluyendo 31 como titular, por primera (y única) vez en su carrera.
El 14 de julio de 2015 firma por un año con Orlando Magic.
El 7 de julio de 2016 acuerda un contrato de tres temporadas y $16 millones con Washington Wizards.
El 7 de diciembre de 2018 fue traspasado a Milwaukee Bucks en un acuerdo entre tres equipos que involucró a cinco jugadores.
El 7 de febrero de 2019, fue adquirido por New Orleans Pelicans de nuevo en un acuerdo a tres bandas que afectó a Bucks y a Detroit Pistons.

## Estadísticas de su carrera en la NBA

### Temporada regular
| Año     | Equipo       | PJ  | PT  | MPP  | %TC  | %3P  | %TL   | RPP | APP | ROB | TPP | PPP |
| ------- | ------------ | --- | --- | ---- | ---- | ---- | ----- | --- | --- | --- | --- | --- |
| 2007-08 | Philadelphia | 76  | 1   | 14.6 | .455 | .286 | .659  | 3.0 | .3  | .3  | .7  | 4.5 |
| 2009-10 | Philadelphia | 56  | 2   | 11.8 | .431 | .345 | .690  | 2.4 | .6  | .4  | .5  | 3.4 |
| 2010-11 | New Orleans  | 77  | 6   | 14.3 | .443 | .000 | .843  | 3.1 | .5  | .3  | .4  | 4.3 |
| 2011-12 | New Orleans  | 40  | 29  | 23.7 | .520 | .111 | .702  | 4.9 | .9  | .5  | 1.0 | 9.9 |
| 2012-13 | New Orleans  | 51  | 0   | 17.2 | .490 | .000 | .843  | 3.6 | .7  | .3  | .9  | 8.2 |
| 2013-14 | New Orleans  | 31  | 27  | 26.8 | .465 | .000 | .780  | 5.8 | .9  | .4  | .9  | 9.7 |
| 2014-15 | New York     | 82  | 31  | 21.8 | .434 | .357 | .830  | 4.0 | 1.7 | .4  | .5  | 8.0 |
| 2015-16 | Orlando      | 76  | 2   | 15.5 | .485 | .250 | .806  | 2.9 | .8  | .4  | .9  | 7.2 |
| 2016-17 | Washington   | 74  | 3   | 14.4 | .527 | .474 | .686  | 3.5 | .5  | .3  | .7  | 5.7 |
| 2017-18 | Washington   | 33  | 2   | 8.6  | .391 | .125 | .905  | 1.6 | .4  | .1  | .4  | 3.4 |
| 2018-19 | Washington   | 12  | 1   | 10.8 | .405 | .400 | .833  | 3.1 | 1.0 | .1  | .4  | 3.7 |
| 2018-19 | Milwaukee    | 6   | 0   | 6.7  | .308 | .333 | 1.000 | 1.8 | .2  | .3  | .3  | 2.2 |
| 2018-19 | New Orleans  | 2   | 0   | 10.0 | .222 | .286 | 1.000 | 2.0 | .5  | .0  | .0  | 4.0 |
| Total   | Total        | 616 | 104 | 16.3 | .468 | .333 | .783  | 3.4 | .7  | .3  | .7  | 6.1 |

### Playoffs
| Año   | Equipo       | PJ | PT | MPP  | %TC  | %3P  | %TL   | RPP | APP | ROB | TPP | PPP |
| ----- | ------------ | -- | -- | ---- | ---- | ---- | ----- | --- | --- | --- | --- | --- |
| 2008  | Philadelphia | 6  | 0  | 13.7 | .444 | .000 | 1.000 | 2.5 | .5  | .2  | .8  | 3.3 |
| 2011  | New Orleans  | 6  | 0  | 9.7  | .467 | .000 | .000  | 1.2 | .2  | .3  | .0  | 2.3 |
| 2017  | Washington   | 13 | 0  | 12.1 | .487 | .300 | .714  | 2.2 | .3  | .2  | .5  | 3.9 |
| 2018  | Washington   | 1  | 0  | 2.0  | –    | –    | –     | .0  | .0  | .0  | .0  | .0  |
| Total | Total        | 26 | 0  | 11.5 | .472 | .273 | .778  | 2.0 | .3  | .2  | .5  | 3.3 |